# Амелі Кобер
Амелі Кобер (нім. Amelie Kober; нар. 16 листопада 1987, Бад-Айблінг, Німеччина) — німецька сноубордистка. Срібна призерка зимових Олімпійських ігор 2010 року у паралельному гігантському слаломі та бронзова призерка зимових Олімпійських ігор 2014 року у паралельному слаломі.